# Tonga ved OL
Tonga deltog første gang i olympiske lege under Sommer-OL 1984 i Los Angeles, og har siden deltaget i samtlige efterfølgende sommerlege. De deltog første gang i vinterlege under Vinter-OL 2014 i Sotji. Tonga er den mindste selvstændige nation, som har vundet en OL-medalje.

## Medaljeoversigt
| Tongas medaljer under de olympiske sommerlege | Tongas medaljer under de olympiske sommerlege | Tongas medaljer under de olympiske sommerlege | Tongas medaljer under de olympiske sommerlege | Tongas medaljer under de olympiske sommerlege | Tongas medaljer under de olympiske sommerlege |                     | Tongas medaljer under de olympiske vinterlege | Tongas medaljer under de olympiske vinterlege | Tongas medaljer under de olympiske vinterlege | Tongas medaljer under de olympiske vinterlege | Tongas medaljer under de olympiske vinterlege | Tongas medaljer under de olympiske vinterlege |
| Lege                                          | Guld                                          | Sølv                                          | Bronze                                        | Totalt                                        | Rang                                          | Lege                | Guld                                          | Sølv                                          | Bronze                                        | Totalt                                        | Rang                                          |                                               |
| 1984 Los Angeles                              | 0                                             | 0                                             | 0                                             | 0                                             | –                                             | 1984 Sarajevo       | Deltog ikke                                   | Deltog ikke                                   | Deltog ikke                                   | Deltog ikke                                   | Deltog ikke                                   |                                               |
| 1988 Seoul                                    | 0                                             | 0                                             | 0                                             | 0                                             | –                                             | 1988 Calgary        | Deltog ikke                                   | Deltog ikke                                   | Deltog ikke                                   | Deltog ikke                                   | Deltog ikke                                   |                                               |
| 1992 Barcelona                                | 0                                             | 0                                             | 0                                             | 0                                             | –                                             | 1992 Albertville    | Deltog ikke                                   | Deltog ikke                                   | Deltog ikke                                   | Deltog ikke                                   | Deltog ikke                                   |                                               |
| 1996 Atlanta                                  | 0                                             | 1                                             | 0                                             | 1                                             | 61                                            | 1994 Lillehammer    | Deltog ikke                                   | Deltog ikke                                   | Deltog ikke                                   | Deltog ikke                                   | Deltog ikke                                   |                                               |
| 2000 Sydney                                   | 0                                             | 0                                             | 0                                             | 0                                             | –                                             | 1998 Nagano         | Deltog ikke                                   | Deltog ikke                                   | Deltog ikke                                   | Deltog ikke                                   | Deltog ikke                                   |                                               |
| 2004 Athen                                    | 0                                             | 0                                             | 0                                             | 0                                             | –                                             | 2002 Salt Lake City | Deltog ikke                                   | Deltog ikke                                   | Deltog ikke                                   | Deltog ikke                                   | Deltog ikke                                   |                                               |
| 2008 Beijing                                  | 0                                             | 0                                             | 0                                             | 0                                             | –                                             | 2006 Torino         | Deltog ikke                                   | Deltog ikke                                   | Deltog ikke                                   | Deltog ikke                                   | Deltog ikke                                   |                                               |
| 2012 London                                   | 0                                             | 0                                             | 0                                             | 0                                             | –                                             | 2010 Vancouver      | Deltog ikke                                   | Deltog ikke                                   | Deltog ikke                                   | Deltog ikke                                   | Deltog ikke                                   |                                               |
| 2016 Rio de Janeiro                           | 0                                             | 0                                             | 0                                             | 0                                             | –                                             | 2014 Sotji          | 0                                             | 0                                             | 0                                             | 0                                             | –                                             |                                               |
| 2020 Tokyo                                    |                                               |                                               |                                               |                                               |                                               | 2018 Pyeongchang    | 0                                             | 0                                             | 0                                             | 0                                             | –                                             |                                               |
| Totalt                                        | 0                                             | 1                                             | 0                                             | 1                                             |                                               | Totalt              | 0                                             | 0                                             | 0                                             | 0                                             |                                               |                                               |